# Jodis pallescens
Jodis pallescens är en fjärilsart som beskrevs av George Francis Hampson 1891. Jodis pallescens ingår i släktet Jodis och familjen mätare. Inga underarter finns listade i Catalogue of Life.